# Wienhausen
Wienhausen là một đô thị ở huyện huyện Celle, trong bang Niedersachsen, nước Đức. Đô thị Wienhausen có diện tích 40,48 km². 